# Xã St. Francois, Quận Madison, Missouri
Xã St. Francois (tiếng Anh: St. Francois Township) là một xã thuộc quận Madison, tiểu bang Missouri, Hoa Kỳ. Năm 2010, dân số của xã này là 264 người.